# Villy Haugen
Villy Haugen (* 27. září 1944 Leksvik) je bývalý norský rychlobruslař.
Jenů nejvýraznějším úspěchem byl zisk bronzové medaile v závodě na 1500 m na Zimních olympijských hrách 1964. Kromě toho startoval ještě na olympijské sprinterské pětistovce, kde se umístil na 8. místě. V dalších sezónách se již účastnil pouze domácích závodů, včetně norských šampionátů. Poslední start absolvoval v roce 1967.